# 4517 Ralpharvey
4517 Ralpharvey eller 1975 SV är en asteroid i huvudbältet som upptäcktes den 30 september 1975 av den amerikanska astronomen Schelte J. Bus vid Palomar-observatoriet. Den är uppkallad efter Ralph Harvey.
Asteroiden har en diameter på ungefär 3 kilometer.